# Mira-Sintra
Mira-Sintra é uma localidade portuguesa do Município de Sintra que foi sede da extinta Freguesia de Mira-Sintra, freguesia que tinha uma população de 5 280 habitantes em 2011. A freguesia foi criada pela Lei nº 18-C/2001, de 3 de Julho, com lugares desanexados da freguesia de Agualva-Cacém. Em 2013, no âmbito da reforma administrativa foi anexada à freguesia de Agualva, criando-se a União de Freguesias de Agualva e Mira-Sintra.
Em termos populacionais e geográficos é a mais pequena das quatro freguesias que constituem a cidade de Agualva-Cacém, sendo a mais setentrional.
A localidade deve o seu nome ao moínho implantado no topo de uma colina, por onde é possível avistar a Serra de Sintra, onde se encontra o famoso Palácio Nacional da Pena.[carece de fontes?] Mira Sintra é o resultado da expansão de um antigo bairro de área reduzida, chamado "Bairro de Mira Sintra", onde os terrenos eram propriedade do estado, nos extremos da antiga freguesia de Agualva-Cacém.[carece de fontes?]